# Hala Królowa
Die Alm Hala Królowa ist eine Alm in den Tälern Dolina Olczyska und Dolina Gąsienicowa in der polnischen Hohen Tatra und Westtatra in der Woiwodschaft Kleinpolen. 

## Geschichte
Die Alm wurde im 17. Jahrhundert angelegt und war bis zur Gründung des Tatra-Nationalparks im Jahr 1954 in Betrieb. Eigentümer der Alm war die Familie Król aus Zakopane. Die Eigentümer wurden 1961 enteignet.

## Tourismus
Im Tal befinden sich zahlreiche Wanderwege. 
- ▬ Ein blau markierter Wanderweg führt von dem Zakopaner Stadtteil Kuźnice auf die Schutzhütte Schronisko PTTK Murowaniec.

Durch die Alm führt die Skipiste Gąsienicowa vom Kasprowy Wierch in den Zakopaner Stadtteil Kuźnice.